# Joseph Mauclair
Joseph Mauclair   (Pleurs, 9 de març de 1906 - Créteil, 5 de febrer de 1990) fou un ciclista francès, professional entre el 1927 i el 1938. Era anomenat Le Râleur. En el seu palmarès destaca, per damunt de tot, una victòria d'etapa al Tour de França de 1928.
En 1931 va aparèixer en a pel·lícula Hardi les gars ! dirigida per Maurice Champreux.

## Palmarès
- 1928
  - 1r al Critèrium dels Aiglons
  - Vencedor d'una etapa al Tour de França
- 1930
  - 1r a la Sydney-Melbourne, amb una victòria a la 5a etapa
  - Vencedor d'una etapa al Tour de Tasmània
- 1931
  - Vencedor d'una etapa de la Volta a Alemanya
- 1933
  - 1r a la Niça-Toló-Niça i vencedor de 2 etapes
  - 1r a la París-Belfort
- 1935
  - 1r de la París-Sedan
- 1936
  - 1r de la París-Estrasburg
  - 1r a la París-Belfort
- 1937
  - 1r a la París-Nantes

### Resultats al Tour de França
- 1928. 11è de la classificació general i vencedor d'una etapa
- 1930. Abandona (9a etapa)
- 1931. 27è de la classificació general
- 1932. Abandona (5a etapa)
- 1935. 19è de la classificació general